# Пливање на Летњим олимпијским играма 1900 — 200 метара екипно за мушкарце
Пливачка дисциплина на 200 метара екипно мушкарце се одржавала први пут и била је једна од седам пливачких дисциплина на програму Летњих олимпијских игара 1900. у Паризу. Такмичење је одржано 12. августа 1900.. Пријављено је било 20 пливача из 2 земље, од којих је стартовало 18. 

## Земље учеснице
- Немачко царство 5 пливача, 1 екипа)
- Француска (15 пливача, 3 екипе)

## Освајачи медаља
|                 |             |             |
| Немачко царство | Француска 1 | Француска 2 |

## Систем такмичења
Пливачи су били подељени у 4 гупе по пет. Систем бодовања је био доста необичан (чудан) са данашње тачке гледишта. Необично је формирање група а и систем бодовања. Пливачи у првој групи су на основу пласмана добијали бодове од 1 до 5, први је добио 1, а пети 5 бодова. У другој групи дељени су бодови од 6 до 10. Победник је добио 6 бодова, без обзира на постигнуто време у односу на пливаче из осталих група, трећа од 11 до 15 и четврта од 16 до 20. Добијени бодови појединих такмичара из исте екипе су сабирани и њихов збир је био резултат екипе. Екипа са најмањим збиром је победила.
Два такмичара која нису стартовала добили су по 20 бодова.
Оваквим системом победник је фактички био одлучен пре почетка такмичења, јер је екипа Немачког царства имала и првој групи 3 такмичара.
Ако би се бодови давали према постинутим временима Немци би били тек на трећем месту, а овако су победили..
Све четири екипе биле су пливачки клубови, а освојене медаље су приписане земљи чија их је екипа освојила.
 Немачко царство — Немачки пливачки савез Берлин (Deutscher Schwimm-Verband Berlin);
 Француска 1 — Tritons Lillois
 Француска 2 — Pupilles de Neptune de Lille
 Француска 3 — Libellule de Paris

## Резултати
| # | Пливач                          | Резултат | Бод |
| - | ------------------------------- | -------- | --- |
| 1 | Ернст Хопенберг Немачко царство | 2:35,4   | 1   |
| 2 | Макс Хајнле Немачко царство     | 2:36,0   | 2   |
| 3 | Морис Ошепије Француска 1       | 2:53,0   | 3   |
| 4 | Јулиус Фреј Немачко царство     | 2:55,0   | 4   |
| 5 | Ж. Бертан Француска 1           | 3:00,0   | 5   |

| # | Пливач                    | Резултат | Бод |
| - | ------------------------- | -------- | --- |
| 1 | Макс Шене Немачко царство | 2:42,0   | 6   |
| 2 | Жил Клевено Француска 3   | 2:45,0   | 7   |
| 3 | Тартара Француска2        | 2:48,6   | 8   |
| 4 | Дезире Мерше Француска 2  | 2:55,4   | 9   |
| 5 | Розије Француска 3        | 3:04,4   | 10  |

| # | Пливач                      | Резултат | Бод |
| - | --------------------------- | -------- | --- |
| 1 | Луј Мартен Француска 2      | 2:51,4   | 11  |
| 2 | Виктор Хошепије Француска 1 | 2:56,4   | 12  |
| 3 | Вербек Француска 1          | 3:01,6   | 13  |
| 4 | Жан Леје Француска 2        | 2:55,0   | 14  |

| # | Пливач              | Резултат | Бод |
| - | ------------------- | -------- | --- |
| 1 | Фере Француска 3    | 3:00,4   | 15  |
| 2 | Газењ Француска 3   | 3:02,0   | 16  |
| 3 | Пелоа Француска 3   | 3:06,0   | 17  |
| 4 | М. Каде Француска 1 | 3:18,0   | 18  |

Нису стартовали
Двојица пријављених такмичара који се нису појавили на старту и за то добили по 20 бодова (колико би освојио последњи) били су:
- Херберт фон Петерсдорф,  Немачко царство
- Убан,  Француска 2

## Коначан пласман
| Место | Екипа                            | Пливачи                                                                  | Земља           | Бодови           |
| ----- | -------------------------------- | ------------------------------------------------------------------------ | --------------- | ---------------- |
|       | Deutscher Schwimm-Verband Berlin | Ернст Хопенберг Макс Хајнле Јулиус Фреј Макс Шене Херберт фон Петерсдорф | Немачко царство | 33 1+2+4+6+20    |
|       | Tritons Lillois                  | Maurice Hochepied Бертранд Виктор Ошепије Вербек М. Каде                 | Француска 1     | 51 3+5+12+13+18  |
|       | Pupilles de Neptune de Lille     | Tartara Désiré Mérchez Луј Мартен Jean Leuillieux Houben                 | Француска 2     | 62 8+9+11+14+20  |
| 4     | Libellule de Paris               | Жил Клевено Розије Фере Gasaigne Pelloy                                  | Француска 3     | 65 7+10+15+16+17 |

## Референца
1. ↑  Mallon, стр. 201, 205–6
2. ↑  Малон наводи да је овај пливач Ernest Luhrsen.
3. ↑  Малон наводи да је овај пливач Гистав Лексо.
4. ↑  This is the roster of the German team as given by the International Olympic Committee database.  Mallon notes that Petersdorff did not actually compete.  He also claims that contemporary sources support a 4-person roster including Hoppenberg, Hainle, Gustav Lexau, and Ernest Luhrsen; Frey and Schöne are not included in either Mallon or de Wael's list of competitors in the event.
5. ↑  Хоубен није стартовао, међутим, он је наведен у међу добитницима медаља у бази података МОК-а као део тима Нептуна.